# Coelioxys cameghinoi
Coelioxys cameghinoi är en biart som beskrevs av Holmberg 1903. Coelioxys cameghinoi ingår i släktet kägelbin, och familjen buksamlarbin. Inga underarter finns listade i Catalogue of Life.